# Motore CHT
Il motore CHT è un motore Cléon-Fonte prodotto in Brasile dalla Ford su licenza Renault tra il 1983 e il 1997.

## Caratteristiche
È un motore automobilistico a combustione interna, a quattro tempi, con quattro cilindri in linea dotati di canne riportate. È caratterizzato inoltre dal monoblocco in ghisa e dalla testata in lega di alluminio con due valvole per cilindro. Il raffreddamento è ad acqua, mentre la distribuzione è a un asse a camme laterale (comandato da catena) con valvole in testa, aste e bilancieri. È inoltre dotato di un albero a gomiti a cinque supporti di banco. Questo motore equipaggerà alcuni modelli Ford e Volkswagen prodotti e commercializzati in Brasile.

## Storia

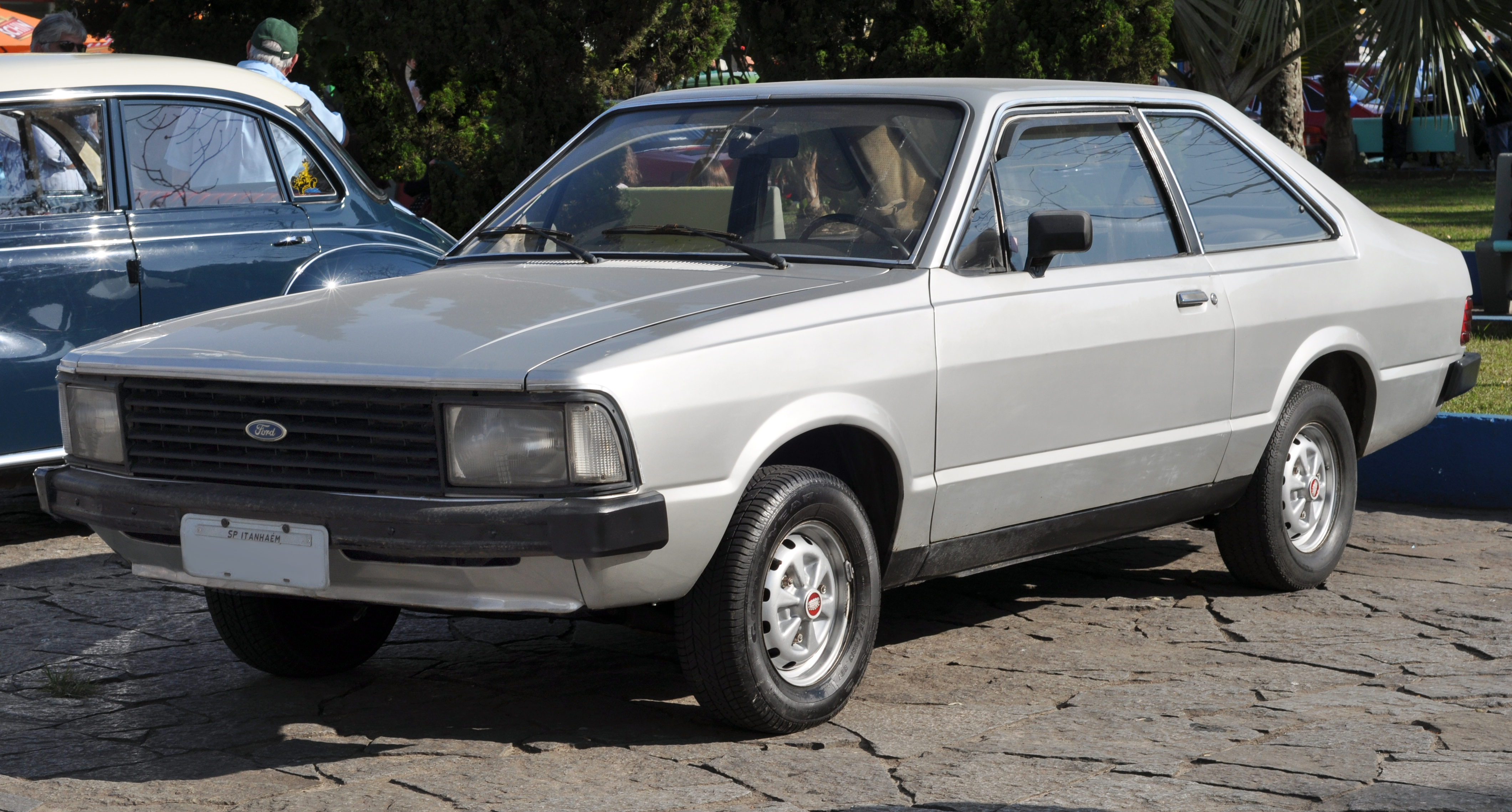
La seconda generazione della Ford Corcel fu una delle applicazioni più note del motore CHT

Il motore CHT, il cui acronimo significa Compound High Turbulence, è stato presentato dalla Ford in occasione del lancio in Brasile della terza generazione della Ford Escort, la prima Escort a essere commercializzata nel Paese sudamericano. Verrà poi montato anche sotto il cofano delle varie Ford Corcel II, Ford Belina, Ford Del Rey e Ford Verona (la Ford Orion brasiliana), oltre che nella Volkswagen Gol.
Si tratta in pratica di un motore Renault Cléon-Fonte che la Ford produsse su licenza in Brasile. Il motore Cléon-Fonte fu inizialmente progettato dall'ingegner René Vuaillat e si trattò di un motore di concezione moderna che fece le sue prime apparizione nel 1962 con il lancio delle Renault Floride S e Renault 8. La Ford brasiliana acquisì i diritti di fabbricazione di questo motore negli anni '60, nel momento in cui rilevò la Willys-Renault, una joint-venture tra la Casa francese e quella americana della Willys-Overland che si prefiggeva di produrre e commercializzare auto in Brasile prodotte congiuntamente dalle due Case.
Il primo motore Cléon-Fonte destinato alla produzione brasiliana fu montato sotto il cofano della Ford Corcel e fu proposto nello stesso livello di cilindrata del Cléon-Fonte montato sulla Renault 12 europea, ossia 1289 cm³ (alesaggio e corsa: 73 x 77 mm). In seguito, tale motore fu portato a 1372 cm³ (75,3 x 77 mm), dando così luogo al motore XP, più tardi divenuto noto anche come motore 1300 B, con carburatore monocorpo. Infine, nel 1979, fu portato a 1555 cm³ (77 x 83,5 mm).
Il motore Cléon-Fonte fu utilizzato nella produzione della Ford brasiliana fino al 1983, anno in cui i tecnici brasiliani riprogettarono completamente la testata dando così origine ai motori CHT. La Ford Corcel, derivata dalla Ford Pampa utilizzò il vecchio motore Cléon-Fonte ancora per un anno, fino al 1984, dopodiché anch'essa passò ai nuovi CHT. Lo scopo dell'aggiornamento che ha dato origine ai motori CHT era di creare di una turbolenza adeguata all'interno delle camere di scoppio, in maniera tale da ottimizzare la combustione del carburante. Ciò che ne risultò fu un motore robusto ed economico, ma per contro anche troppo poco performante rispetto alla concorrenza. La potenza massima era inferiore, anche se con una migliore erogazione di coppia motrice, e con una curva di coppia più costante durante il suo picco. In effetti, la migliore erogazione di coppia fu il vantaggio più evidente nei motori CHT, un vantaggio che consentì di limitare le perdite di potenza anche a ridotte velocità di rotazione.
Il motore CHT è esistito anche in versione a etanolo, che erogava circa il 10% di potenza in meno rispetto all'equivalente versione a benzina, e oltretutto con un consumo di carburante aumentato di circa il 25%, ma sempre inferiore rispetto agli altri motori a etanolo e senza problemi di avviamento a freddo. Inizialmente i motori a etanolo proposti furono tre, tutti 1.6, da 65, 74 e 83 CV, quest'ultimo riservato alla Escort XR3 prevista per il mercato brasiliano. Successivamente, furono apportati alcuni aggiornamenti allo scopo di migliorare le doti di potenza e diminuire i consumi (scomparve la versione meno potente, mentre quella di punta raggiunse 86 CV di potenza massima).
Nel 1987, con l'arrivo in Sudamerica del restyling della terza generazione della Ford Escort, il motore CHT subì altri aggiornamenti divenendo noto con la sigla E-Max, sigla che stava grosso modo per "economia massima". I motori così rivisitati videro migliorare ulteriormente le doti di erogazione della coppia motrice. Il motore CHT E-Max ricevette un premio come motore più economo tra quelli prodotti in Sudamerica: era in grado di percorrere fino a 17,1 km con un litro.
Nel 1992 apparve la versione più ridotta dell'intera famiglia di motori CHT: caratterizzato dalla cilindrata di appena un litro, questo motore CHT erogava fino a 50 CV di potenza massima e fu montato sotto il cofano della Volkswagen Gol e della nuova generazione della Ford Escort. La Casa di Wolfsburg poté utilizzare i motori CHT in virtù della joint-venture denominata Autolatina e stipulata proprio con la Ford brasiliana tra il 1987 e il 1996. I motori CHT utilizzati dalla Volkswagen furono rinominati AE-1600 e AE-1000, dove la sigla AE stava per "Alta Economia". Rispetto ai motori CHT utilizzati dalla Ford brasiliana cambiarono solo pochissimi dettagli.
A partire dal 1996, i motori CHT furono progressivamente sostituiti presso la Ford dai nuovi Motore Kent (Endura-E) e Zetec-SE a 16 valvole e presso la Volkswagen dai nuovi motori EA-827 ed EA-111.